# جوليا غولداني تيليس
جوليا غولداني تيليس (ولدت في 18 مارس 1995) ممثلة وراقصة بالية أمريكية من أصول برازيلية. واشتهرت عن أدواره التلفزيونية في دور «ساشا توريس» في مسلسل بونهيدز (2012), وعن دور «كويتني سولواي» في المسلسل الدرامي  ذي أفير  على قناة شوتايم (2014).

## روابط خارجية
- جوليا غولداني تيليس على موقع IMDb (الإنجليزية)
- جوليا غولداني تيليس على موقع قاعدة بيانات الفيلم (الإنجليزية)
- جوليا غولداني تيليس على إنستغرام